# Japan Record Award
Der Japan Record Award (jap. 日本レコード大賞, Nihon Rekōdo Taishō) ist eine jährliche Preisverleihung in Japan. Auf dieser werden herausragende musikalische Leistungen ausgezeichnet. Diese wird seit 1959 von der Japan Composer’s Association präsentiert.

## Kategorien
Es werden Preise in folgenden Kategorien verliehen:
- Excellent Work Award (優秀作品賞) – an 10 herausragende Lieder des Jahres
- Grand Prix (日本レコード大賞) – Auswahl aus den 10 Liedern der Excellent Work Awards
- New Artist Award (新人賞) – es werden 4 Künstler nominiert
- Best New Artist Award (最優秀新人賞)
- Excellence Album Award (優秀アルバム賞) – an 5 Alben
- Best Album Award (最優秀アルバム賞) – Auszeichnung für das Album, das als das „künstlerischste, originellste und repräsentativste des Jahres“ gilt
- Best Vocal Performance Award (最優秀歌唱賞)
- Japan Composer’s Association Award (日本作曲家協会選奨)
- Best Composer Award (作曲賞)
- Best Lyricist Award (作詩賞)
- Best Arranger Award (編曲賞)
- Planning Award (企画賞)
- Lifetime Achievement Award (功労賞)
- Special Achievement Award (特別賞)

## Liste der Gewinner des Grand Prix
| #  | Jahr | Jahr | Lied                                         | Künstler                                   | Plattenfirma                 |
| -- | ---- | ---- | -------------------------------------------- | ------------------------------------------ | ---------------------------- |
| 1  | 1959 | 1959 | Kuroi Hanabira 黒い花びら                    | Hiroshi Mizuhara                           | Toshiba EMI                  |
| 2  | 1960 | 1960 | Dare Yori mo Kimi wo Aisu 誰よりも君を愛す   | Kazuko Matsuo Hiroshi Wada and Mahinastars | JVC Victor                   |
| 3  | 1961 | 1961 | Kimi Koishi 君恋し                           | Frank Nagai                                | JVC Victor                   |
| 4  | 1962 | 1962 | いつでも夢を                                 | Yukio Hashi Sayuri Yoshinaga               | JVC Victor                   |
| 5  | 1963 | 1963 | こんにちは赤ちゃん                           | Michiyo Azusa                              | King Records                 |
| 6  | 1964 | 1964 | 愛と死をみつめて                             | Kazuko Aoyama                              | Nippon Columbia              |
| 7  | 1965 | 1965 | 柔                                           | Hibari Misora                              | Nippon Columbia              |
| 8  | 1966 | 1966 | 霧氷                                         | Yukio Hashi                                | JVC Victor                   |
| 9  | 1967 | 1967 | ブルー・シャトウ                             | Jackey Yoshikawa and Blue Comets           | Nippon Columbia              |
| 10 | 1968 | 1968 | 天使の誘惑                                   | Jun Mayuzumi                               | Toshiba Music                |
| 11 | 1969 | 1969 | いいじゃないの幸せならば                     | Naomi Sagara                               | JVC Victor                   |
| 12 | 1970 | 1970 | 今日でお別れ                                 | Yoichi Sugawara                            | Polydor                      |
| 13 | 1971 | 1971 | また逢う日まで                               | Kiyohiko Ozaki                             | Phonogram                    |
| 14 | 1972 | 1972 | 喝采                                         | Chiaki Naomi                               | Nippon Columbia              |
| 15 | 1973 | 1973 | 夜空                                         | Hiroshi Itsuki                             | Tokuma Music                 |
| 16 | 1974 | 1974 | 襟裳岬                                       | Shinichi Mori                              | Victor Music                 |
| 17 | 1975 | 1975 | シクラメンのかほり                           | Akira Fuse                                 | King Records                 |
| 18 | 1976 | 1976 | 北の宿から                                   | Harumi Miyako                              | Nippon Columbia              |
| 19 | 1977 | 1977 | 勝手にしやがれ                               | Kenji Sawada                               | Polydor                      |
| 20 | 1978 | 1978 | UFO                                          | Pink Lady                                  | Victor Music                 |
| 21 | 1979 | 1979 | 魅せられて                                   | Judy Ongg                                  | CBS Sony                     |
| 22 | 1980 | 1980 | 雨の慕情                                     | Aki Yashiro                                | Teichiku                     |
| 23 | 1981 | 1981 | ルビーの指環                                 | Akira Terao                                | Toshiba EMI                  |
| 24 | 1982 | 1982 | 北酒場                                       | Takashi Hosokawa                           | Nippon Columbia              |
| 25 | 1983 | 1983 | 矢切の渡し                                   | Takashi Hosokawa                           | Nippon Columbia              |
| 26 | 1984 | 1984 | 長良川艶歌                                   | Hiroshi Itsuki                             | Tokuma Japan                 |
| 27 | 1985 | 1985 | ミ・アモーレ                                 | Akina Nakamori                             | Warner Pioneer               |
| 28 | 1986 | 1986 | DESIRE                                       | Akina Nakamori                             | Warner Pioneer               |
| 29 | 1987 | 1987 | 愚か者                                       | Masahiko Kondō                             | CBS Sony                     |
| 30 | 1988 | 1988 | パラダイス銀河                               | Hikaru Genji                               | Pony Canyon                  |
| 31 | 1989 | 1989 | 淋しい熱帯魚                                 | Wink                                       | Polystar                     |
| 32 | 1990 | Enka | 恋唄綴り                                     | Takao Horiuchi                             | Polystar                     |
| 32 | 1990 | Pop  | おどるポンポコリン                           | B.B. Queen’s                               | BMG Japan                    |
| 33 | 1991 | Enka | 北の大地                                     | Saburo Kitajima                            | Nippon Crown                 |
| 33 | 1991 | Pop  | 愛は勝つ                                     | KAN                                        | Polydor                      |
| 34 | 1992 | Enka | 白い海峡                                     | Miyako Otsuki                              | King Records                 |
| 34 | 1992 | Pop  | 君がいるだけで                               | Kome Kome Club                             | Sony Music                   |
| 35 | 1993 | 1993 | 無言坂                                       | Kaori Kozai                                | Polydor Records              |
| 36 | 1994 | 1994 | Innocent World                               | Mr. Children                               | Toy’s Factory                |
| 37 | 1995 | 1995 | Overnight Sensation ~時代はあなたに委ねてる~ | TRF                                        | Avex                         |
| 38 | 1996 | 1996 | Don’t Wanna Cry                              | Namie Amuro                                | Avex                         |
| 39 | 1997 | 1997 | Can You Celebrate?                           | Namie Amuro                                | Avex                         |
| 40 | 1998 | 1998 | wanna Be A Dreammaker                        | Globe                                      | Avex                         |
| 41 | 1999 | 1999 | Winter, again                                | Glay                                       | Unlimited Records            |
| 42 | 2000 | 2000 | Tsunami                                      | Southern All Stars                         | Victor Entertainment         |
| 43 | 2001 | 2001 | Dearest                                      | Ayumi Hamasaki                             | Avex                         |
| 44 | 2002 | 2002 | Voyage                                       | Ayumi Hamasaki                             | Avex                         |
| 45 | 2003 | 2003 | No Way to Say                                | Ayumi Hamasaki                             | Avex                         |
| 46 | 2004 | 2004 | Sign                                         | Mr. Children                               | Toy’s Factory                |
| 47 | 2005 | 2005 | Butterfly                                    | Kumi Koda                                  | Avex                         |
| 48 | 2006 | 2006 | Ikken(一剣)                                  | Kiyoshi Hikawa                             | Columbia Music Entertainment |
| 49 | 2007 | 2007 | Tsubomi                                      | Kobukuro                                   | Warner Music Japan           |
| 50 | 2008 | 2008 | Ti Amo                                       | Exile                                      | Rhythm Zone                  |
| 51 | 2009 | 2009 | Someday                                      | Exile                                      | Rhythm Zone                  |
| 52 | 2010 | 2010 | I Wish For You                               | Exile                                      | Rhythm Zone                  |
| 53 | 2011 | 2011 | Flying Get                                   | AKB48                                      | KING RECORDS                 |
| 54 | 2012 | 2012 | Manatsu no Sounds Good!                      | AKB48                                      | KING RECORDS                 |
| 55 | 2013 | 2013 | Exile Pride: Konna Sekai o Aisuru Tame       | Exile                                      | Rhythm Zone                  |
| 56 | 2014 | 2014 | R.Y.U.S.E.I.                                 | J Soul Brothers Ⅲ from EXILE TRIBE         | Rhythm Zone                  |
| 57 | 2015 | 2015 | Unfair World                                 | J Soul Brothers Ⅲ from EXILE TRIBE         | Rhythm Zone                  |
| 58 | 2016 | 2016 | Anata no Sukina Tokoro あなたの好きなところ  | Kana Nishino                               | Sony Music Japan             |
| 59 | 2017 | 2017 | Influencer                                   | Nogizaka46                                 | SME Records                  |
| 60 | 2018 | 2018 | Synchronicity                                | Nogizaka46                                 | SME Records                  |
| 61 | 2019 | 2019 | Paprika                                      | Foorin                                     | SME Records                  |
| 62 | 2020 | 2020 | Homura                                       | LiSA                                       | SME Records                  |
| 63 | 2021 | 2021 | Citrus                                       | Da-Ice                                     | Avex                         |
| 64 | 2022 | 2022 | Habit                                        | Sekai no Owari                             | Universal                    |
| 65 | 2023 | 2023 | Que Sera Sera                                | Mrs. Green Apple                           | Universal                    |

## Veranstaltungsorte
- 1969–1984: Imperial Garden Theater
- 1985–1993: Nippon Budōkan
- 1994–2003: Tokyo Broadcasting System
- 2004–: New National Theatre Tokyo